# Atanyjoppa rufipes
Atanyjoppa rufipes är en stekelart som beskrevs av Heinrich 1968. Atanyjoppa rufipes ingår i släktet Atanyjoppa och familjen brokparasitsteklar. Inga underarter finns listade.